# Cmentarz żydowski w Chrzanowie
Cmentarz żydowski w Chrzanowie – został założony najprawdopodobniej w 1763 i zajmuje powierzchnię 1,6 ha, na której zachowało się około 1500 macew, z których najstarsza pochodzi z 1802. Na kirkucie znajdują się też dwa ohele, z których jeden kryje szczątki cadyków z rodziny Halberstamów, a drugi jest miejscem pochówku miejscowego cadyka Salomona Buchnera (zm. 1828 r.). Cmentarz znajduje się przy ul. Borowcowej.
Poza ogrodzeniem, bezpośrednio za cmentarzem znajduje się Cmentarz wojenny nr 445 – Chrzanów z okresu I wojny światowej, odrestaurowany w 2022 roku.
Cmentarz wpisany jest do rejestru zabytków województwa małopolskiego (decyzja nr A/1524/M z 29.08.2019).